# 格蕾戈丽亚·玛丽斯卡·东宗
格蕾戈丽亚·玛丽斯卡·东宗（1999年8月11日—），小名Jorji，印尼女子羽毛球運動員，隸屬万隆羽毛球俱樂部成員。2023年7月4日，世界排名位居女單第七位。

## 羽球生涯
2014年4月，格蕾戈丽亚·玛丽斯卡代表印尼隊出戰马来西亚亚罗士打舉行的世界青年羽毛球錦標賽，赢得了混合團體的亚軍。同年11月，她出战馬來西亞羽毛球國際挑戰賽，在女单决赛以0比2（8-21、19-21）不敌赛会2号种子、新加坡的陈嘉园，赢得亚军。
2015年4月，格蕾戈丽亚·玛丽斯卡出战印尼羽毛球國際系列賽，在女单準决赛以0比2（13-21、19-21）不敌赛会7号种子、队友的菲特里亚尼。同年6月，她代表印尼参加新加坡举办的東南亞運動會羽毛球比賽，助印尼女队赢得女子團體铜牌。同期6月，她代表印尼隊出戰泰國曼谷舉行的亚洲青年羽毛球錦標賽，赢得了混合團體的季軍。同年11月，她再度出戰秘魯利馬舉行的世界青年羽毛球錦標賽，赢得了混合團體的亚軍。同年8月，她出战新加坡羽毛球國際系列賽，在女单决赛以2比0（22-20、21-15）击败了新加坡的杨佳敏，赢得成年组赛事冠军，亦是她首个國際系列賽女单冠军。同年9月，她出战印尼羽毛球國際挑戰賽，在女单决赛以2比1（21-15、15-21、21-7）击败了赛会3号种子、马来西亚名将的鄭清憶，赢得成年组赛事冠军，亦是她首个國際挑戰賽女单冠军。
2016年7月，格蕾戈丽亚·玛丽斯卡代表印尼隊出戰泰國曼谷舉行的亚洲青年羽毛球錦標賽，赢得了混合團體的亚軍。同年11月，她出戰印度羽毛球國際挑戰賽，在女單準決賽以1比3 （11-9、8-11、7-11、9-11）不敌赛会4号种子、马来西亚的謝抒芽。
2017年1月，格蕾戈丽亚·玛丽斯卡出战印度羽毛球黃金大獎賽，在女单决赛以0比2（13-21、14-21）不敌赛会头号种子、奥运亚军的普萨拉·文卡塔·辛杜，赢得亚军。同年5月，她出战印尼羽毛球國際系列賽，在女单决赛以1比2（21-10、16-21、19-21）不敌马来西亚的吉苏娜，赢得亚军。同年7月，她代表印尼隊出戰印尼雅加达舉行的亚洲青年羽毛球錦標賽，赢得了混合團體的亚軍。同年8月，她代表印尼参加马来西亚吉隆坡举办的東南亞運動會羽毛球比賽，助印尼女队赢得女子團體；在个人赛方面的女单準決賽以0比2（20-22、13-21）不敌赛会4号种子、马来西亚名将的謝抒芽，赢得东运会女子单打季军。同年10月，她第4度代表印尼隊出戰印尼日惹舉行的世界青年羽毛球錦標賽；她成功地打败了亚青冠军的选手，勇夺冠军成为第二位登顶世青赛女單冠军的印尼选手，这也要追溯到1992年世青賽。
2018年2月，格蕾戈丽亚·玛丽斯卡代表印尼参加马来西亚亞羅士打举办的亞洲羽毛球團體錦標賽，助球队赢得女子團體铜牌。同年4月，她出戰芬蘭羽毛球公開賽，在女單決賽以2比0 （21-7、21-13）横扫赛会8号种子、队友的鲁斯丽·哈塔万，取得首个开门红。同年7月，她出战泰國羽毛球公開賽，在女单準决赛以1比2（21-23、21-16、9-21）不敌赛会2号种子、奥运亚军的普萨拉·文卡塔·辛杜。同年8月，她代表印尼参加本国举办的亞洲運動會羽毛球比賽，助印尼女队赢得女子團體铜牌。同年10月，她出战丹麥羽毛球公開賽，在女单準决赛以0比2（11-21、12-21）不敌印度一姐的塞娜·内维尔。

### 2021年：東京奧運
東宗在2020年東京奧運的女子單打十六強比賽中以0-2(12-21、19-21)輸給泰國的拉差諾·依瑟儂，無緣晉級八強。

### 2023年：首座超級300、500冠軍
2023年3月，格蕾戈丽亚·玛丽斯卡出戰西班牙大師賽，先後擊敗頭號種子、前球后及奧運冠軍的卡罗琳娜·马林，和2號種子世界冠軍普萨拉·文卡塔·辛杜，奪得生涯第一座超級賽冠軍。
2023年11月，格蕾戈丽亚·玛丽斯卡出戰日本熊本大師賽，在決賽中以2比0（21-12， 21-12）擊敗奧運冠軍陳雨菲，奪得生涯第一座超級500賽冠軍。

## 主要比賽成績
只列出曾進入準決賽的國際賽事成績：
| 年份   | 賽事                     | 公開賽級別 | 項目     | 成績   |
| ------ | ------------------------ | ---------- | -------- | ------ |
| 2014年 | 世界青年羽毛球錦標賽     | 其他       | 混合團體 | 亞軍   |
| 2014年 | 馬來西亞羽毛球國際挑戰賽 | 國際挑戰賽 | 女子單打 | 亞軍   |
| 2015年 | 印尼羽毛球國際系列賽     | 國際系列賽 | 女子單打 | 準決賽 |
| 2015年 | 東南亞運動會羽毛球比賽   | 其他       | 女子團體 | 銅牌   |
| 2015年 | 亞洲青年羽毛球錦標賽     | 其他       | 混合團體 | 季軍   |
| 2015年 | 新加坡羽毛球國際系列賽   | 國際系列賽 | 女子單打 | 冠軍   |
| 2015年 | 印尼羽毛球國際挑戰賽     | 國際挑戰賽 | 女子單打 | 冠軍   |
| 2015年 | 世界青年羽毛球錦標賽     | 其他       | 混合團體 | 亞軍   |
| 2016年 | 亞洲青年羽毛球錦標賽     | 其他       | 女子單打 | 亞軍   |
| 2016年 | 印度羽毛球國際挑戰賽     | 國際挑戰賽 | 女子單打 | 準決賽 |
| 2017年 | 印度羽毛球黃金大獎賽     | 黃金大獎賽 | 女子單打 | 亞軍   |
| 2017年 | 印尼羽毛球國際系列賽     | 國際系列賽 | 女子單打 | 亞軍   |
| 2017年 | 亞洲青年羽毛球錦標賽     | 其他       | 混合團體 | 亞軍   |
| 2017年 | 東南亞運動會羽毛球比賽   | 其他       | 女子團體 | 銅牌   |
| 2017年 | 東南亞運動會羽毛球比賽   | 其他       | 女子單打 | 季軍   |
| 2017年 | 世界青年羽毛球錦標賽     | 其他       | 女子單打 | 冠軍   |
| 2018年 | 亞洲羽毛球團體錦標賽     | 其他       | 女子團體 | 季軍   |
| 2018年 | 芬蘭羽毛球公開賽         | 國際挑戰賽 | 女子單打 | 冠軍   |
| 2018年 | 泰國羽毛球公開賽         | 超級500賽  | 女子單打 | 準決賽 |
| 2018年 | 亞洲運動會羽毛球比賽     | 其他       | 女子團體 | 铜牌   |
| 2018年 | 丹麥羽毛球公開賽         | 超級750賽  | 女子單打 | 準決賽 |
| 2019年 | 蘇迪曼盃                 | 其他       | 混合團體 | 季軍   |
| 2019年 | 東南亞運動會羽球比賽     | 其他       | 女子團體 | 銀牌   |
| 2022年 | 亞洲羽毛球團體錦標賽     | 其他       | 女子團體 | 冠軍   |
| 2022年 | 東南亞運動會羽毛球比賽   | 其他       | 女子團體 | 銀牌   |
| 2022年 | 東南亞運動會羽毛球比賽   | 其他       | 女子單打 | 銅牌   |
| 2022年 | 馬來西亞羽毛球大師賽     | 超級500賽  | 女子單打 | 準決賽 |
| 2022年 | 海洛羽毛球公開賽         | 超級300賽  | 女子單打 | 準決賽 |
| 2022年 | 澳洲羽毛球公開賽         | 超級300賽  | 女子單打 | 亞軍   |
| 2023年 | 瑞士羽毛球公開賽         | 超級300賽  | 女子單打 | 準決賽 |
| 2023年 | 西班牙馬德里羽球大師賽   | 超級300賽  | 女子單打 | 冠軍   |
| 2023年 | 馬來西亞羽毛球大師賽     | 超級500賽  | 女子單打 | 亞軍   |
| 2023年 | 日本羽毛球公開賽         | 超級750賽  | 女子單打 | 準決賽 |
| 2023年 | 香港羽毛球公開賽         | 超級500賽  | 女子單打 | 準決賽 |
| 2023年 | 日本熊本羽毛球大師賽     | 超級500賽  | 女子單打 | 冠軍   |
| 2024年 | 瑞士羽毛球公開賽         | 超級300賽  | 女子單打 | 亞軍   |
| 2024年 | 優霸盃                   | 其他       | 女子團體 | 亞軍   |
| 2024年 | 新加坡羽毛球公開賽       | 超級750賽  | 女子單打 | 準決賽 |
| 2024年 | 奧林匹克運動會羽毛球比賽 | 其他       | 女子單打 | 銅牌   |
| 2024年 | 北極羽毛球公開賽         | 超級500賽  | 女子單打 | 準決賽 |
| 2024年 | 丹麥羽毛球公開賽         | 超級750賽  | 女子單打 | 準決賽 |
| 2024年 | 日本熊本羽毛球大師賽     | 超級500賽  | 女子單打 | 亞軍   |
| 2025年 | 印度羽毛球公開賽         | 超級750賽  | 女子單打 | 準決賽 |

| 2007-2017年 | 首要超級賽 | 超級賽 | 黃金大獎賽 | 大獎賽 | 國際挑戰賽 | 國際系列賽 | 未來系列賽 | 其他 |

| 2018-2026年 | 總決賽 | 超級1000賽 | 超級750賽 | 超級500賽 | 超級300賽 | 超級100賽 | 國際挑戰賽 | 國際系列賽 | 未來系列賽 | 其他 |

### 奧運會和世錦賽參賽紀錄
|          | 2018 | 2019 | 2020 | 2021  | 2022 | 2023 | 2024 |
| -------- | ---- | ---- | ---- | ----- | ---- | ---- | ---- |
| 女子單打 | 32強 | 16強 | 16強 | 48強1 | 32強 | 8強  | 銅牌 |

1 賽前退賽

## 主要对賽记录
格蕾戈丽亚·玛丽斯卡·东宗與主要對手的對賽成績如下（只列出對賽三次或以上對手，僅包括影響世界排名積分的賽事，截至2025年3月6日）：
印尼國家隊隊員
| 對手       | 對賽次數 | 對賽結果 | 對賽結果 | 總計 |
| 對手       | 對賽次數 | 勝       | 負       | 總計 |
| ---------- | -------- | -------- | -------- | ---- |
| 菲特里亚尼 | 4        | 0        | 4        | -4   |

其他选手
| 對手                   | 對賽次數 | 對賽結果 | 對賽結果 | 總計 |
| 對手                   | 對賽次數 | 勝       | 負       | 總計 |
| ---------------------- | -------- | -------- | -------- | ---- |
| 吳堇溦                 | 6        | 3        | 3        | 0    |
| 戴資穎                 | 9        | 0        | 9        | -9   |
| 普萨拉·文卡塔·辛杜     | 10       | 2        | 8        | -6   |
| 高昉潔                 | 4        | 2        | 2        | 0    |
| 素尼达·革通            | 6        | 5        | 1        | +4   |
| 披提亞蓬·猜萬          | 5        | 4        | 1        | +3   |
| 妮查恩·金達蓬 （退役） | 3        | 2        | 1        | +1   |
| 布桑蘭·恩布魯龐        | 7        | 4        | 3        | +1   |
| 拉差諾·依瑟儂          | 8        | 0        | 8        | -8   |
| 蓬帕威·磋楚翁          | 5        | 2        | 3        | -1   |
| 安洗瑩                 | 6        | 0        | 6        | -6   |
| 成池鉉 （退役）        | 5        | 1        | 4        | -3   |
| 金佳恩                 | 8        | 8        | 0        | +8   |
| 山口茜                 | 17       | 4        | 13       | -9   |
| 李佳馨                 | 3        | 3        | 0        | +3   |
| 陳雨菲                 | 10       | 3        | 7        | -4   |
| 蔡炎炎                 | 3        | 2        | 1        | +1   |
| 韓悅                   | 6        | 3        | 3        | 0    |
| 何冰嬌                 | 6        | 2        | 4        | -2   |

## 其他獎項
格蕾戈丽亚·玛丽斯卡·东宗在世界羽坛的年度盛宴奖项，这其中包括被提名或是获奖；与此同时，也提供该本地羽协以及亚洲羽协的奖项将纳入国家羽球俱乐部资料，如下（下表将依照年份列出）：
| 年份   | 頒獎典禮                            | 獎項                       | 結果   | 备注   |
| ------ | ----------------------------------- | -------------------------- | ------ | ------ |
| 2017年 | BWF 2017年度最有前途運動員          | 年度最有前途運動員         | 提名   | [ 8 ]  |
| 2018年 | BWF 2018年度最有前途運動員          | 年度最有前途運動員         | 提名   | [ 9 ]  |
| 2018年 | 印度尼西亚体育荣誉                  | 年度最受欢迎女子团体运动员 | 獲獎   | [ 10 ] |
| 2023年 | i新闻 （印度尼西亚荣誉）            | 最喜欢的运动员             | 提名   | [ 11 ] |
| 2024年 | 鷹記電視台 （印度尼西亚体育娱乐奖） | 年度最佳女子單打運動員     | 提名   | [ 12 ] |
| 2024年 | Santini （杰布里特媒体奖）          | 最喜爱的女运动员           | 提名   | [ 13 ] |
| 2024年 | BWF 2024年度最佳運動員              | 年度最佳女子單打運動員     | 待公布 | [ 14 ] |

## 外部連結
- 格蕾戈丽亚·玛丽斯卡·东宗在BWFBadminton.com（英语）
- 格蕾戈丽亚·玛丽斯卡·东宗在BWF.TournamentSoftware.com（英语）
- 格蕾戈丽亚·玛丽斯卡·东宗在Olympics.com（英语）
- 格蕾戈丽亚·玛丽斯卡·东宗在Olympedia（英语）
- 格蕾戈丽亚·玛丽斯卡·东宗在Flashscore（英语）